# Mariëndonk
Mariëndonk was een cisterciënserpriorij te Elshout.
Deze priorij werd in 1439 gesticht vanuit de nabijgelegen Abdij Mariënkroon nabij Heusden en Nieuwkuijk onder de naam Donca Beatae Mariae. De reden lag in een schenking van een stuk grond ter plaatse, alsmede het feit dat het klooster te Heusden te klein was geworden. Op 3 november 1443 kwam de nieuwbouw van de priorij gereed. Tot 1562 werd de priorij in stand gehouden.
In 1577 werd de abdij afgebroken en kwamen de bezittingen aan de Staten van Holland.